# توماس غراي هال
توماس غراي هال هو محامي وقاضي وسياسي أمريكي، ولد في 20 مايو 1926 في غرينفيل في الولايات المتحدة، وتوفي بنفس المكان في 29 يوليو 2008. انتخب عضو مجلس نواب تينيسي ‏.